# Maria Carpi
Maria Elisa Carpi (Guaporé, 1939) é uma escritora e poetisa brasileira. Em 2019, recebeu o prêmio Escritora do Ano da Academia Rio-Grandense de Letras.

## Biografia
Nasceu em Guaporé em 1939, tendo adquirido na infância as primeiras noções de poesia. As memórias que guarda das brincadeiras no pomar do hotel da família no pequeno município serrano fazem parte do que define como o "baú de onde tiro todos os poemas e belezas da vida". Capri mudou-se depois para Porto Alegre, trabalhando como professora e defensora pública.
Carpi foi casada com o também escritor e poeta Carlos Nejar, com quem tem quatro filhos, entre os quais o igualmente escritor Fabrício Carpinejar e o juiz Miguel Carpi Nejar.

### Obra
Carpi estreou-se na literatura apenas em 1990, com 51 anos de idade.
Maria Carpi caracteriza-se como poetisa de reflexão existencial, com uma obra baseada em temas líricos como a dor, o acaso, o amor e a morte. Seus versos revelam a natureza íntima do ser humano, sendo construídos a partir do uso de imagens dissonantes, metáforas, e sobretudo paradoxos, com uma poesia que se assume enquanto "forma de resistência contra a padronização simplória das linguagens e das ideias", sendo "lugar das experimentações, da exaustão de sentidos. A poesia dos diálogos".
Suas principais publicações são "O cego e a natureza morta", "O perdão imperdoável", "A sombra da vinha" e "O herói desvalido".
Em 2018, foi publicado o documentário Poesia Compartilhada, dirigido por Luzimar Stricher, retratando a vida e obra da poetisa.

## Homenagens
Recebeu a Menção Honrosa no Prêmio Casa de las Américas em 1999, em Cuba, e o Prêmio Erico Veríssimo em 1991, sendo vencedora quatro vezes do Prêmio Açorianos de Literatura, na categoria Poesia.
Em 2018, foi patrona da 64.ª Feira do Livro de Porto Alegre.
Em 5 de dezembro de 2019, recebeu o Troféu Academia Rio-Grandense de Letras – Escritor do Ano, concedido anualmente pela Academia Rio-Grandense de Letras a um escritor ou escritora cuja obra seja reconhecida pela sua qualidade e amplitude.